# Roy Señeres
Roy Villareal Señeres (Mambusao, 6 juli 1947 – Taguig, 8 februari 2016) was een Filipijns politicus en diplomaat. Hij was presidentskandidaat bij de verkiezingen van 2016 tot hij zich vlak voor zijn dood terugtrok.

## Biografie
Roy Villareal Señeres werd geboren op 6 juli 1947 in Mambusao in de Filipijnse provincie Capiz. Zijn ouders waren Federico Señeres en Lourdes Villareal. Het gezin woonde in Compostela Valley en Davao del Norte voor ze in Butuan terechtkwamen. Daar voltooide Señeres dan ook zijn primair onderwijs voor hij zijn middelbare schoolopleiding aan de Agusan National High School doorliep. In 1967 behaalde hij een Bachelor of Arts-diploma aan de University of Santo Tomas en in 1971 behaalde hij een diploma Rechten aan San Beda College. In hetzelfde jaar slaagde hij tevens voor het toelatingsexamen (barexam) van de Filipijnse balie.
Nadien was hij onder meer columnist van de tabloid Pilipino Star Ngayon. Van 1983 tot 1989 was Señeres attaché op de Filipijnse ambassade in de Verenigde Arabische Emiraten, een land waar veel Filipijnse arbeiders (Overseas Filipino Workers of kortweg OFW's) werkzaam zijn. In die periode bood hij regelmatig onderdak aan landgenoten die werden uitgebuit door hun werkgever en een toevluchtsoord nodig hadden. Nadien was hij attaché in Washington D.C.. In 1994 werd hij door president Fidel Ramos benoemd tot ambassadeur in de Verenigde Arabische Emiraten. Hij bekleedde deze functie tot 1998. In 2002 werd hij doro president Joseph Estrada benoemd tot Voorzitter van de National Labor Relations Commission. In 2005 nam hij ontslag omdat hij niet meer met de regering van Estrada's opvolger Gloria Macapagal-Arroyo geassocieerd wilde worden.
In 2013 ging Señeres de politiek. Bij de verkiezingen van 2013 werd hij gekozen tot afgevaardigde in het Filipijns Huis van Afgevaardigden namens de partijlijst OFW Family, een politiek organisatie die opkomt voor de belangen van de OFW's. Na afloop van zijn driejarige termijn in het Huis stelde Señeres zich namens de Labor Party Philippines bij de verkiezingen van 2016 kandidaat voor president van de Filipijnen. Er werd hem weinig kans toegedicht, vanwege zijn geringe politieke ervaring en gebrek aan middelen. De Filipijnse kiescommissie COMELEC besloot hem echter desondanks toe te laten tot de verkiezingen. In de peilingen bleek echter wel dat hij niet veel kans zou maken. Op 5 februari besloot Señeres zich terug te trekken, waarbij hij zijn gezondheid opgaf als reden. 
Drie dagen later overleed hij op 68-jarige leeftijd. Hij was getrouwd met Minerva Maaño en kreeg met haar zes kinderen.